# Chrudimka
Chrudimka este o arie protejată (arie specială de conservare — SAC, sit de importanță comunitară — SCI) din Republica Cehă întinsă pe o suprafață de 230,01 ha, integral pe uscat.

## Localizare
Centrul sitului Chrudimka este situat la coordonatele 49°48′42″N 15°40′05″E / 49.811667°N 15.668056°E.

## Înființare
Situl Chrudimka a fost declarat sit de importanță comunitară în aprilie 2005 pentru a proteja 1 specie de animale. Situl a fost protejat și ca arie specială de conservare în septembrie 2017.

## Biodiversitate
Situată în ecoregiunea continentală, aria protejată conține 1 habitat natural: Cursuri de apă de la nivel de câmpie la nivel montan, cu vegetație Ranunculion fluitantis și Callitricho-Batrachion.
La baza desemnării sitului se află o specie protejată de  mamifere: vidră de râu (Lutra lutra).